# Ed Dee
Pour les articles homonymes, voir Dee.
Ed Dee, né le 3 février 1940 à Yonkers, dans l'État de New York, est un écrivain américain de roman policier.

## Biographie
Il étudie au Sacred Heart High School de Yonkers et s'engage dans l'armée américaine en 1960. Il y reste deux années et rejoint la police de New York (NYPD) en 1962, où il est affecté au 48e commissariat. Il débute comme agent et patrouille dans le Bronx. Tout en poursuivant cette carrière dans les forces de l'ordre, il entame des études supérieures et obtient un diplôme de l'université de Fordham. Pendant les onze dernières années comme policier, il occupe le poste de superviseur des détectives du bureau de contrôle du crime organisé. Il quitte la police avec le grade de lieutenant et reprend ses études, il obtient un master en écriture créative à l'université d'Arizona. Il se consacre depuis à l'écriture.
Il est l'auteur de cinq romans policiers, tous traduits en France. Dans les quatre premiers, appartenant au genre de la procédure policière, l'auteur met en scène Anthony Ryan et Joe Gregory, deux inspecteurs de métier de la brigade des homicides du NYPD. Le cinquième raconte l'histoire d'Eddie Dunne, un ancien du FBI devenu garde d'un mafieux russe dont la fille vient d'être kidnappée.

## Œuvre

### Romans

#### SérieAnthony Ryan & Joe Gregory
- 14 Peck Slip (1994) Publié en français sous le titre Des morts à la criée, Paris, Seuil, Policiers 2002, réédition Points, Policier no 1135, 2003.
- Bronx Angel (1995) Publié en français sous le titre L'Ange du Bronx, Paris, Seuil, Policiers 2003, réédition Points, Policier no 1175, 2004.
- Little Boy Blue (1997) Publié en français sous le titre Pas d'erreur sur la personne, Paris, Seuil, Policiers 2004, réédition Points, Policier no 1308, 2005.
- Nightbird (1999) Publié en français sous le titre Un saut dans le vide, Paris, Seuil, Policiers 2005, réédition Points, Policier no 1425, 2006.

#### SérieEddie Dunne
- The Con Man's Daughter (2003) Publié en français sous le titre La Fille de l'arnaqueur, Paris, Seuil, Policiers 2006, réédition Points, Policier no 1635, 2007.

## Sources
- Claude Mesplède (dir.), Dictionnaire des littératures policières, vol. 1 : A - I, Nantes, Joseph K, coll. « Temps noir », 2007, 1054 p. (ISBN 978-2-910-68644-4, OCLC 315873251), p. 552-553.